# Michèle Cournoyer
Pour les articles homonymes, voir Cournoyer.
Michèle Cournoyer est une animatrice, réalisatrice, scénariste, décoratrice et directrice artistique canadienne née le 14 novembre 1943 à Saint-Joseph-de-Sorel (Canada).

## Biographie

### Les débuts
Fille de l'homme politique Gérard Cournoyer, elle étudie le piano, de 1948 à 1960. De la musique elle passe aux art visuels et est diplômée des écoles de beaux-arts de Québec et de Montréal. C'est aux Beaux-arts de Montréal qu'elle fait la rencontre, déterminante, de Jacques Drouin, avec qui elle se lie d'une amitié profonde et qui sera son collaborateur pour plusieurs films. Elle étudie le graphisme et, à la fin de la décennie 1960, on la retrouve à Londres, en compagnie de Mireille Dansereau,  où elle va parfaire sa formation dans l'ambiance effervescente du Swinging London et où elle prend conscience de l'existence des courants artistiques qui vont marquer son œuvre: Pop Art, dadaïsme, surréalisme. De retour au Québec, elle réalise des sérigraphies en séquences tout en participant comme costumière, décoratrice, scénariste et directrice artistique à plusieurs films réalisés dans les années 70 au Québec : La vie rêvée et L'arrache-cœur de Mireille Dansereau en 1972 et 1979 ; La mort d'un bûcheron de Gilles Carle en 1973.

### Les premiers films
D'abord peintre, elle vient au cinéma un peu par accident en 1969, à Londres:  L'homme et l'enfant prend pour matière une photographie montrant un de ses professeurs tenant un bébé dans ses bras. Réalisé sur une musique d'Éric Satie, ce premier court-métrage est soutenu par le Conseil des arts du Canada. Plusieurs autres films suivent : Alfredo en 1971, Spaghettata en 1976 - qui donne lieu à un happening mémorable ou l'art se marie à la cuisine de spaghetti - Toccata en 1977 et Old Orchard Beach, P. Q. en 1982. Pour les films de cette époque, inspirés par le dadaïsme et le surréalisme, elle utilise la technique du photomontage en jouant sur les mots et les images par le collage, la juxtaposition et la métamorphose. Michèle Cournoyer reçoit alors la reconnaissance du milieu du cinéma expérimental mais demeure méconnue dans celui du cinéma d'animation.

### Les films de rotoscopie
Elle utilise la technique de la rotoscopie classique, dans Dolorosa et La Basse Cour, puis numérique avec son film Une artiste. Typique du goût de Michèle Cournoyer pour les jeux de mots, le titre Dolorosa est un télescopage des termes «douleur» et «rose». La cinéaste y exprime ses préoccupations sur la question du vieillissement en évoquant la douleur que ressent une femme face au flétrissement de son corps. Ainsi, Dolorosa  montre une femme-fleur en décomposition. Pour ce film, Michèle Cournoyer collabore avec la danseuse Louise Lecavalier dont elle redessine les mouvements.
En 1989, elle est lauréate du 9e concours « Cinéaste recherché » du Studio Animation et Jeunesse du Programme français de l'Office national du film du Canada. C'est ce concours qui lui permet de réaliser La Basse cour, illustration dans l'esprit surréaliste de l'état émotif d'une femme devenue poule dans les bras d'un amant qui la plume agressivement après lui avoir fait la cour de bien basse façon. Plusieurs fois primé, ce court-métrage impose Michèle Cournoyer dans la communauté du cinéma d'animation.
La cinéaste enchaîne avec un film plus sage, Une artiste, produit à l'ONF dans le cadre d'une série inspirée de la Convention relative aux droits de l'enfant des Nations unies. Elle y présente une jeune fille passionnée de musique qui crée des mélodies et des rythmes avec tous les objets du quotidien. Si certains critiques regrettent les audaces des films précédents, on souligne tout de même la cohérence du film dans l'ensemble de l'œuvre de Cournoyer, tant sur le plan esthétique que thématique.

### Les films dessinés sur papier
Elle abandonne la rotoscopie et passe au dessin cru a l'encre noire sur papier pour Le Chapeau, une exploration très intime du thème de l'inceste. Elle enchaîne avec Accordéon, sélectionné en compétition au Festival de Cannes, Robe de guerre, qui comme Le Chapeau remporte le prix Jutra du meilleur court métrage d'animation, et Soif. Ces quatre films, dessinés à l'encre monochrome sur papier, sont construits sur l'enchaînement virtuose de métamorphoses visuelles. Ils abordent sur un ton très personnel des thèmes forts (agression sexuelle, dépendance, terrorisme) d'un point de vue résolument féminin et féministe.
En 2017, Michèle Cournoyer est lauréate d'un Prix du Gouverneur général en arts visuels et en arts médiatiques et du prix Albert-Tessier.

## Filmographie comme réalisatrice
- 1970 : L'homme et l'enfant
- 1973 : Alfredo (film inachevé)
- 1976 : Spaghettata
- 1978 : Toccata
- 1984 : Old Orchard Beach, P.Q.
- 1988 : Dolorosa
- 1992 : La Basse Cour
- 1994 : Une Artiste
- 1999 : Le Chapeau
- 2004 : Accordéon
- 2004 : La Louve (signature du Festival du nouveau cinéma)
- 2008 : Robe de guerre
- 2014 : Soif